# Министерство иммиграции, интеграции, национальной идентичности и соразвития Франции
Министерство иммиграции, интеграции, национальной идентичности и соразвития Франции было создано президентом Франции Николя Саркози в 2007 году. Саркози предложил образование такого государственного учреждения во время своей заявки на своё председательство в 2007 году.
Саркози вступил в должность  16 мая 2007 года и вскоре после этого объявил состав своего правительства. Он назначил Бриса Ортефе министром нового Министерства иммиграции, интеграции, национальной идентичности и совместного развития. Ортефе позже сместил Эрик Бессон.

## Роль Министерства
- Обуздание миграционных потоков
- Соразвитие
- Улучшение социальной интеграции мигрантов
- Содействие национальной идентичности